# The Sweet Vandals
The Sweet Vandals est un groupe espagnol de funk, originaire de Madrid, actif entre 2005 et 2015. Leur morceau Beautiful est connu pour avoir été utilisé dans le spot publicitaire de la Fiat Bravo.

## Histoire

### Débuts
En 2005, José Ángel « Yusepe » Herranz, Javier « Skunk » Gómez et Santi « Sweetfingers » Martín, la section rythmique de Celofunk, acceptent d'accompagner Carlo Coupé dans son projet instrumental Funxplosion, et décident de monter un nouveau groupe avec une chanteuse solo. Ils recommandent Mayka Edjo, avec qui ils ont travaillé dans Disky Wick et d'autres projets. Coupé est stupéfait lorsqu'il la voit chanter. Ils décident donc de l'inviter à rejoindre le groupe et commencent rapidement à répéter en tant que quintette. Les choses commencent bien et Coupé propose rapidement d'enregistrer un single, I Got You Man ! Sorti uniquement en vinyle sur leur petit label Funkorama, il devient un tube culte de la scène underground deep funk et est joué par Keb Darge, Florian Keller et bien d'autres DJ de renommée mondiale.
Tout se termine après une invitation au Soul Ascension Festival de Berlin, dans le club Lovelite. Les Sweet Vandals y donnent un concert mémorable, dont l'enregistrement est posté par Florian Keller sur son émission de radio en ligne. Ils contactent également Henry Storch et commencent à discuter de la possibilité d'enregistrer un album pour son label Unique. Ils commencent immédiatement à composer et entament les sessions d'enregistrement dans le modeste sous-sol de Santi « Sweetfingers » Martin. Après avoir terminé la production de l'album, Carlo Coupé quitte le groupe et est remplacé par Julián Maeso. Ils entament une tournée de concerts qui les mène en Allemagne, en France, en Suisse, au Portugal, en Autriche, en Belgique, en Grèce, et en Finlande
Ils font partie d'une multitude de compilations pour différents labels et licencient l'album en France avec le label Differ-ant. Finalement, Julián Maeso décide de quitter le groupe pour se concentrer sur ses projets personnels et est remplacé par Santiago Vallejo, également issu de la formation originale de Disky Wick.

### LoveliteetSo Clear
Fin 2008, ils commencent à travailler sur ce qui sera leur deuxième album : Lovelite. Lovelite sort le 27 mars 2009 et sa première a lieu aux studios Maida Vale de la BBC (Jimi Hendrix, The Beatles, Coldplay, The White Stripes, etc.). L'album, très bien accueilli par la critique et le public, approfondit et définit le son du groupe, en se concentrant sur le côté plus soulful du groupe, mais sans négliger le funk brut qui les fait se démarquer des autres groupes du style,.
Au milieu de l'année 2010, ils commencent à composer et à enregistrer ce qui allait être leur troisième album, So Clear, développé en même temps que leur studio Funkameba studios et leur label Sweet Records. Enregistré de manière entièrement analogique, auto-produit et avec des collaborations, il s'agit sans aucun doute d'un pas en avant dans l'évolution de The Sweet Vandals. L'album sort en avril 2011 et est présenté comme une nouvelle étape dans l'évolution du groupe, explorant de nouveaux territoires sonores mais avec les mêmes ingrédients que toujours, un son brut et naturel et un processus d'enregistrement rigoureusement analogique. Ils présentent l'album dans les principales villes européennes (Paris, Berlin, Cologne, Athènes, etc.) et à Madrid, ils font salle comble lors de leur présentation à la Sala Caracol.

### After Allet pause
Après deux ans de grand succès, leur dernière œuvre, intitulée After All, sort en 2013 ; ce quatrième album studio est une évolution du groupe et de la soul-funk contemporaine.
En 2015, le groupe décide de faire une pause après 10 ans de tournées non-stop dans le monde entier. 